# Helsingborgs kammarkör
Helsingborgs kammarkör är en svensk blandad kammarkör som grundades 1984. Kören har en bred repertoar av såväl sakral som världslig musik och har bland annat framträtt med Sven-Bertil Taube och Gösta Linderholm. Den har även stått för uruppföranden av verk såsom Rolf Martinssons Syner.
I juni 2008 gjorde kören en mindre turné i Kina och framträdde, på inbjudan av den svenska handelskammaren, bland annat vid det svenska nationaldagsfirandet i Shanghai.
Helsingborgs kammarkör medverkade år 2008, tillsammans med bland andra Radiokören och Orphei Drängar, på skivan Svenska körfavoriter - Uti vår hage, som är utgiven som en del av ett samarbetsprojekt mellan skivbolaget Naxos och Sveriges Körförbund.

## Dirigenter
- Sverker Zadig, 1984–2004
- Christian Schultze, 2004–2011
- Eva Wöllinger, 2011–2012
- Dag Videke, 2012-
- Ilze Stala Stegö,

## Diskografi
- 1997 – Make we joy (inspelad i Sankta Maria kyrka, Helsingborg)[6]
- 2008 – medverkan på Svenska körfavoriter, Uti vår hage, tillsammans med flera andra svenska körer. [7]
- 2009 – Vinterskymning